# Granja (Trancoso)
Granja é uma freguesia portuguesa do município de Trancoso, com 9,26 km² de área e 109 habitantes (censo de 2021), tendo, por isso, uma densidade populacional de 11,8 hab./km².
Granja era, em 2021, a segunda freguesia em Portugal Continental com menor número de residentes, e a sexta no país.

## Demografia
| Ano  | 0-14 Anos | 15-24 Anos | 25-64 Anos | > 65 Anos |
| 2001 | 35        | 23         | 83         | 82        |
| 2011 | 14        | 20         | 67         | 50        |
| 2021 | 6         | 9          | 49         | 45        |